# Croce Verde Padova
La Pia Opera Croce Verde Padova è un istituto pubblico di assistenza e beneficenza senza fini di lucro, nata a Padova il 12 marzo 1913. Opera, sul territorio della Provincia di Padova, con servizi di taxi sanitario, di SUEM, di trasporto disabili e di supporto alle manifestazioni sportive.
Al 2012 l'ente conta circa 1200 militi volontari. 

## Storia
La Croce Verde nasce a Padova, su iniziativa di un comitato promotore formato da privati cittadini e da un'idea di Mario Morpurgo, tramite un appello alla cittadinanza emesso nel marzo del 1913, e viene ufficialmente costituita nel giugno successivo. Le finalità dell'associazione vengono delineate nel II articolo dello statuto:
« È istituita a Padova l'associazione di pubblica assistenza "Croce Verde". Scopo della Croce Verde è quello di provvedere gratuitamente al trasporto dei feriti, malati, infortunati in luoghi di cura o alle rispettive abitazioni, o da queste ai luoghi di cura, di dare pronto soccorso nei pubblici e privati infortuni, di istituire ed aiutare qualsiasi opera filantropica in rapporto alle pubbliche assistenze »
I volontari dell'ente, che dovevano avere un'età compresa tra i 18 e i 65 anni e non avere precedenti penali, erano obbligati come adesso a seguire un corso di formazione. Nel 1914 furono inoltre dotati di una divisa, con il simbolo dell'associazione sul berretto e sul bracciale bianco.
Nel 1915 fu messa in dotazione la prima autolettiga e, durante la Grande Guerra, l'ente fece la sua parte nel prestare soccorso ai feriti. Nel 1936 venne fondato il gruppo dei donatori di sangue.

## Sedi

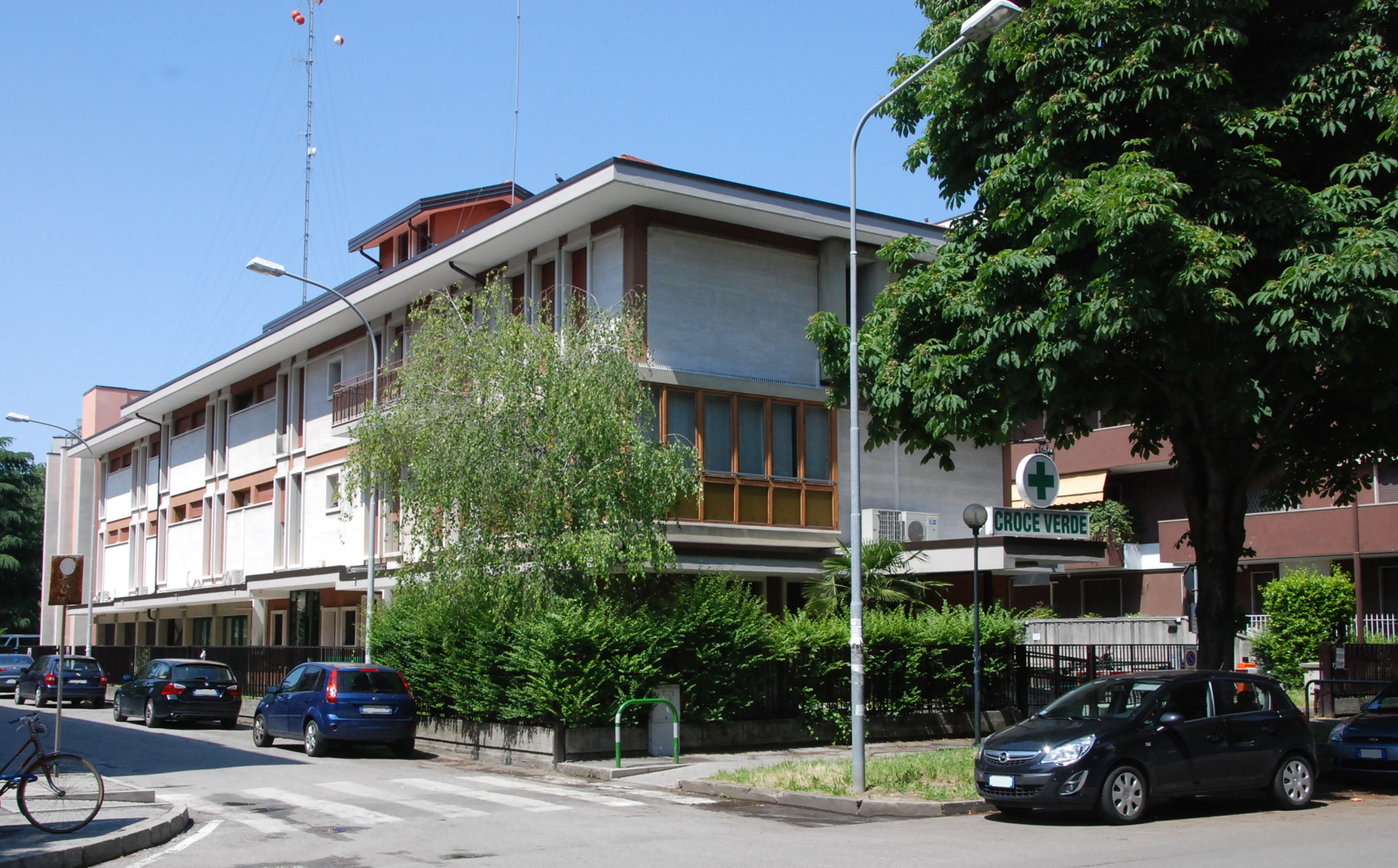
Sede centrale della Croce Verde

Oltre alla sede centrale di Padova, l'associazione possiede tre sedi distaccate ad Albignasego, a Tencarola nel comune di Selvazzano Dentro e a Selve nel comune di Teolo. Nel 2014 è stata aperta una quarta sede nel comune di Limena.

## Gruppo donatori di sangue
Un gruppo molto importante della Croce Verde di Padova è quello dei donatori di sangue. Al 2012 i volontari sono oltre 200.

## Onorificenze
L'ente è stato insignito, nel maggio del 1968, dell'attestato di benemerenza al merito della sanità pubblica.